# Булоњ сир Жес
Булоњ сир Жес (фр. Boulogne-sur-Gesse) насеље је и општина у јужној Француској у региону Миди Пирене, у департману Горња Гарона која припада префектури Сен Годан.
По подацима из 2011. године у општини је живело 1607 становника, а густина насељености је износила 64,98 становника/km². Општина се простире на површини од 24,73 km². Налази се на средњој надморској висини од 335 метара (максималној 388 m, а минималној 243 m).

## Демографија
| 1962. | 1968. | 1975. | 1982. | 1990. | 1999. | 2011. |
| ----- | ----- | ----- | ----- | ----- | ----- | ----- |
| 1.777 | 1.865 | 1.756 | 1.671 | 1.531 | 1.433 | 1.607 |

График промене броја становника у току последњих година